# Joseph Kenner
Joseph Kenner (* 24. Juni 1794 in Wien; † 20. Jänner 1868 in Bad Ischl) war ein k.k. Beamter, Zeichner, Dichter, Bezirkshauptmann von Freistadt und Bezirksvorsteher in Bad Ischl.
Kenner wuchs als Halbwaise (bzw. Kind eines unbekannten Vaters) bei seiner Mutter (geb. Harl, 1767–1844) in Linz im Umfeld der Familie von Spaun auf und besuchte von 1805 bis 1811 das Konvikt und das Stiftsgymnasium Kremsmünster im Stift Kremsmünster, wo er u. a. Franz von Schober und Franz von Schlechta kennenlernte. Anschließend kam er in das Wiener Stadtkonvikt, wo er dem Komponisten Franz Schubert begegnete, der mehrere Gedichte von ihm vertonte.
Bis 1816 war Kenner Student der Jurisprudenz und Staatswissenschaft, danach wechselte er als Praktikant in das Kreis- und Steueramt Linz, wo er 1822 zum Magistratsrat und 1843 nochmals befördert wurde. Schließlich wirkte er 1850–54 noch als Bezirkshauptmann von Freistadt sowie danach noch bis 1857 als Bezirksvorsteher (Statthaltereirat) in Ischl.
Wichtig war Kenners Einsatz auch für die Münzsammlung des Oberösterreichischen Musealvereins. Enge Freundschaft schloss Kenner nicht nur mit den Linzer Schubert-Freunden, sondern auch mit Moritz von Schwind, der ihn in seinem eigenen Metier hoch schätzte und einen Zyklus von Illustrationen zu Kenners Schauer- bzw. Märtyrer-Ballade Der Liedler beisteuerte.
Über Schubert und sein Umfeld äußerte sich Kenner 1858 gegenüber Ferdinand Luib in präzise formulierten Erinnerungen.
Kenners Söhne Anton und Friedrich bekleideten später ebenfalls wichtige Positionen im Österreichischen Kunst- und Geistesleben sowie in der Österreichischen Akademie der Wissenschaften.